# Cochilius
Cochilius és un gènere extint de mamífers notoungulats de la família dels interatèrids que visqueren a Sud-amèrica des de l'Oligocè inferior fins al Miocè inferior, fa entre 16,3 i 29 milions d'anys. Se n'han trobat restes fòssils a Chubut i Santa Cruz (Argentina).

## Descripció
El crani i l'esquelet mostren caràcters que també es troben en altres animals contemporanis o un xic posteriors, com ara l'interateri i el protipoteri. En les proporcions generals del crani, era semblant a l'interateri, però en altres caràcters, com ara el musell ben desenvolupat i la posició mediana de les òrbites, era més proper al protipoteri. El si epitimpànic era lleugerament esponjós. Les extremitats anteriors eren similars a les de l'interateri i menys corpulentes que les del protipoteri. Els ossos metacarpians eren més llargs i prims que els de l'interateri. Les dents incisives eren curtes i fortes, mentre que les molars eren de tipus braquidont, és a dir, tenien la corona baixa.

## Classificació
El gènere Cochilius fou descrit per Florentino Ameghino el 1902, basant-se en restes fòssils d'estrats del Miocè inferior de l'Argentina. A més de l'espècie tipus, C. volvens, Ameghino en descrigué dues altres, C. columnifer i C. pendens, que avui en dia es classifiquen juntes com a Protypotherium columnifer. Més endavant, George Gaylord Simpson descrigué l'espècie C. fumensis, de l'Oligocè superior.
Cochilius pertany als tipoteris, un grup de mamífers notoungulats que evolucionaren durant l'Eocè a Sud-amèrica i acabaren ocupant diversos nínxols ecològics que a la resta del món foren principalment ocupats pels rosegadors. Era un interatèrid més aviat derivat.